# Torben Skjødt Jensen
Torban Skjødt Jensen (Aalborg, 8 de novembre de 1958) és un director de cinema danès.

## Biografia
Torben Skjødt Jensen va néixer a Aalborg, però es va traslladar amb la seva família el 1965 a Roskilde. va cursar el realeksamen (corresponent a un diploma de batxillerat) a Lynghøjskolen el 1975, mentre que va obtenir el diploma corresponent a l'examen de maduresa (HF-eksamen) el 1977, després d'estudiar a l'escola de la catedral de Roskilde. Més tard va estudiar filmologia a la Universitat de Copenhaguen entre 1978 i 1982.

## Filmografia
- Long black Song (direcció) - 1983
- Break the silence (direcció) - 1984
- First Annual Anti Anti Fashion Video Performance (direcció) - 1985
- Alt er dit - 1987
- Gangway i Tyrol (muntatge), dirigida per Peter Raun i Asger Larsen - 1987
- Tones of an outsider (fotografia), dirigida per - 1987
- Kun for forrykte - Eik Skaløe og Steppeulvene (muntatge), dirigida per Ole Christian Madsen i Lars K. Andersen - 1988
- Genetic engineer's (direcció) - 1989
- Englefjæs (direcció) – 1989
- Kielgasten - 1990
- It's a blue world (direcció i guió) - 1990
- Speranza - 1991
- Next stop Sovjet (muntatge), dirigida per Prami Larsen - 1991
- Jeg civiliserer mig om morgenen (muntatge), dirigida per Kirsten Hammann - 1991
- The Flood (direcció) - 1992
- Eksperimentet (1992) (muntatge), dirigida per Flemming Jetmar - 1992
- Sandhedens øjeblik (muntatge), dirigida per Peder Andreasen - 1992
- Quattsiluni (direcció) - 1992
- Instant karma - 1992
- Den dansende fortæller (direcció) - 1992
- Life, death, faith, hope and destiny (muntatge), dirigida per Per Allin – 1992
- Murmur (muntatge), dirigida per Lone Højer Hansen - 1992
- Kend din karma (muntatge), dirigida per Jacob Wellendorf - 1992
- Rouet 1 (fotografia, muntatge), dirigida per Anette Abildgaard - 1992
- Sværm (muntatge), dirigida per Jens Wille - 1992
- Ned 2 (muntatge), dirigida per Jens Ole Steen Svendsen - 1992
- Morels opfindelse (direcció, amb Anette Abildgaard i Anders Koppel - 1992
- Wayfarer - 8900 Randers (direcció) - 1993
- Abildgaard - The Dancing Storyteller (direcció) - 1993
- En himmel der intet ser - La specola (muntatge), dirigida per Peter Seeberg i Katrine Ussing - 1993
- Die Sprache Spricht - Das Ding Dingt (direcció, amb Prami Larsen) - 1993
- Le véritable homme dans la lune (direcció) - 1993
- The Misfits - 30 Years of Fluxus (muntatge), dirigida per Lars Movin - 1993
- Flâneur (direcció) - 1993
- Som et strejf (direcció) - 1993
- Den rigtige mand i månen (direcció) - 1994
- Billeder til tiden, dirigida per Dola Bonfils - 1994
- The freelancer (direcció) - 1995
- Carl Th. Dreyer - Min metier (direcció) - 1995
- Flâneur II - Dandy (direcció) - 1995
- To be or nothing to eat (direcció) - 1996
- Hvileløse hjerte (direcció) - 1996
- Den grimme dreng (direcció) - 1996
- Gensidig berøring (direcció) - 1997
- Tango (fotografia), dirigida per Erik Clausen - 1997
- Rejsekammerater (direcció) - 1998
- Flâneur III: Benjamins skygge (direcció) - 1998
- Simons film (direcció) - 1999
- Manden som ikke ville dø (direcció) - 1999
- Tugt og utugt (direcció, amb Ghita Beckendorff) - 2001
- Tugt og utugt 1 - Fra Victoria til farlig ungdom (direcció) - 2001
- Tugt og utugt 2 - Fra farlog ungdom til pornofrit miljø (direcció) - 2001
- Afgrunden (direcció) - 2003
- Den talende mus (direcció) - 2003
- Surrational cityscaping (direcció) - 2004
- Hr. Sult (direcció) - 2005
- Sanselighedens pris (direcció) - 2007
- City slang redux (direcció) - 2011
- En rød løber for Asta Nielsen, dirigida per Eva Tind - 2016